# Puré
Puré är en mycket fint hackad, passerad eller sönderhackad typ av mos eller soppa. En puré kan utgöras av många typer av råvaror såsom kött, grönsaker eller bär. 
Det som skiljer mos från exempelvis sylt är att moset är jämnt till konsistensen, medan sylten inte har det kravet och ofta innehåller (frukt)bitar; jämför äppelmos och lingonsylt. Det som skiljer en puré från mos är att purén är mycket mer finfördelad än mos. Vanligen används en passerapparat för att få purén helt slät, medan mos ofta tillverkas via en mosvagga (passervagga); därigenom avlägsnas skal och kärnor.